# Восход (мотоциклет)
Вижте пояснителната страница за други значения на Восход.
„Восход“ е марка пътни мотоциклети, производство на завод „Дегтярьов“ (на руски: Завод им. Дегтярёва, ЗиД) в гр. Ковров, Владимирска област, Русия.
Те са продължение на серията „К-175“ („Ковровец“), произвеждана от 1957 г. до 1965 г.
Всички мотоциклети „Восход“ имат 1-цилиндров двутактов двигател с въздушно охлаждане и работен обем 173,7 см3 (диаметър на цилиндъра 61,72 мм, ход на буталото 58 мм).

## Модели
- „Восход“ (от 1965 г.) – има едноцилиндров двигател с въздушно охлаждане и 4-степенна скоростна кутия. За разлика от предшественика му К-175В мощността на двигателя е повишена c 10 к.с. (при 5200 – 5400 об/мин), въртящият момент – до 14 N*m (при 5100 об/мин). Мотоциклетът е оборудван с багажник и предпазители за коленете. Максимална скорост 125 км/ч, сухо тегло 150 кг.

- „Восход 2“ (до 1977 г.) – отличава се от своя предшественик с технически решения, имащи за цел да повишат експлоатационните качества, надеждността и външния вид. През 1976 г. е модернизиран, като на външен вид се отличава от предшественика си с кръглите светлини на мигачите (на предишния модел са правоъгълни), заден стоп, аспуси в нова форма. Добавени са нови прибори за светлинната сигнализация, електронна безконтактна запалителна система, нови ауспуси. Мощността на двигателя е 10,5 к.с. (при 5400 об/мин), въртящ момент 15 N*m (при 5200 об/мин), максимална скорост 95 км/ч, суха маса 112 кг.

- „Восход 2М“ (от 1977 г.) – повишена мощност на двигателя до 13 к.с. при 5500 – 5800 об/мин (запазен е работният обем от 173,7 см3); максималният въртящ момент е повишен до 16 N*m при 5600 об/мин чрез промяна на канала в картера и цилиндъра, и нова цилиндрова глава (съотношението на компресиране се повишава до 9,2). Модернизираният двигател е проектиран за високооктановия бензин АИ-93, но може да работи и с А-76. Изменена е предната вилка: увеличен е диаметърът на тръбите, усъвършенстван е амортисьорът, ходът на вилките се увеличава до 160 мм. Максимална скорост 105 км/ч, сухо тегло 121 кг.

- „Восход 3“ – различава се от своя предшественик с по-голям резервоар за гориво (капацитет с 2 л повече), нова пускова система, задни амортисьори с по-голяма максимална товароносимост (разположени под ъгъл от 12° по вертикалата, позволяващи ход от 105 mm). Модернизирани са спирачките (диаметърът на спирачния барабан е увеличен от 125 на 160 мм), нови гуми, генератор (Г-427, с номинално напрежение 7В), подобрена седалка. Максимална скорост 105 км/ч, сухо тегло 125 кг.

- „Восход 3М“ (1984 – 1992 г.) – ребрата на цилиндъра имат увеличена охлаждаща повърхност. Използвано е 12-волтово електрооборудване, фар ФГ-137Б с рефлектор „европейски тип“, нов заден стоп с отражатели; мотоциклетът е оборудван с няколко вида блок-комутатор стабилизатор или БКС 70.3734 и 1МК-211, които се използват с генератор 80.3701 (90 вата 14 волта). Над предния фар се намира таблото с контролните прибори: контактен ключ, скоростомер/километраж, контролни лампи за мигачите, късите и дългите светлини. Предните амортисьори имат гумени гофрирани маншони. Снабден е с индикатор за износване на накладките на 2-те колела. Мотоциклетът е снабден с нов калник на предното колело, лостът на кик стартера (манивелата) се сгъва, както и стойките за краката; има 2 огледала. Максимална скорост 105 км/ч, сухо тегло 122 кг.

- „Восход 3М турист“ (от 1985 г.) – има нов мостов волан от спортен тип със странични ролбари, 2 огледала, туристическо оборудване (заден багажник със странични секции, багажни чанти от изкуствена кожа и чанта покривало за резервоара). Максимална скорост 105 км/ч, сухо тегло 125 кг.

- „Восход 3М-01“ (от 1989 г.) – на старата рамка е сложен нов вид двигател с пластичен клапан. Модернизираният двигател се отличава с цилиндър, 5 впускателни канала и изпускателен прозорец (при „Восход-ЗМ“ каналите са 2, както и ауспусите). Пластичният всмукателен клапан на цилиндъра намалява разхода на гориво на 4,2 л/100 км. Мощността се повишава до 14 к.с. при 6000 об/мин, максималният въртящ момент – до 17 N*m при 5500 об/мин. Двигателят има 1 ауспух. Воланът на мотоциклета е по-широк.

Следващите модификаци на „Восход“ носят новото название „Сова“.